# Starup
Starup is een plaats in de Deense regio Zuid-Denemarken, gemeente Haderslev. De plaats telt 2326 inwoners (2008).